# Coscinocera omphale
Coscinocera omphale är en fjärilsart som beskrevs av Butler 1879. Coscinocera omphale ingår i släktet Coscinocera och familjen påfågelsspinnare. Inga underarter finns listade i Catalogue of Life.